# Ключ (геральдика)
Ключ — негеральдична фігура на гербі, що є ознакою відкритості. Це також атрибут Святого Петра. Шанування святих привело його до деяких гербів. Іноді гербовий ключ інтерпретується як замкнений.
Як єдиний елемент щита, ключ може займати всі позиції негеральдичної фігури. Він може розміщуватися у стовп, балку або в Андріївський хрест. Він може бути зображений плаваючим сам по собі (звичайний випадок) або утримувати в руках/лапах людської фігури чи геральдичної тварини, а також разом із різними іншими аксесуарами. У звичайному положенні язичок (кільце) спрямований вгору, у зворотному положенні — донизу (перевернутий ключ). Оскільки ключі зазвичай символічно відмикають браму, перевернута позиція є, безумовно, найпоширенішою (і тому іноді не вказується явно, якщо посилання на святого Петра є очевидним). Нормальне положення бороди — праворуч від стержня (ліворуч від спостерігача), також повідомляється про відхилення від норми. При використанні у верхньому гербі навершя зображується на фігурі або ключі до самостійної фігури, що стоїть на короні чи шоломі.
Як правило, жодних деталей не подається, всі прикраси залишаються на розсуд геральдиста, але, безумовно, найпоширенішим зображенням є класичний бант-борода. Борода зазвичай зображується у досить простій формі, рідше у вигляді подвійної бороди, але також може бути досить складною і мати різноманітні заглиблення, наприклад, у вигляді хреста або лілії, як це було характерно для історичних ключів (звідси і назва «бант-борода»). Кільця часто мають форму готичного чотирилисника.
У гербах також використовуються перехрещені або переплетені кільця, а також ключі, розташовані один проти одного. Останній також може лежати з кільцем на бороді іншого. Ключ або ключі часто перехрещуються позаду герба. Ключі та скіпетри, єпископський жезл тощо також скріплюються стрічками чи шнурами. Особливістю є подвійна шпонка: тут ключ показаний з двома протилежними бородами, часто розділеними прямо над сідлом, або на древку ключа з двома борідками.
При виборі кольорів перевага надається металам, тобто золоту (жовтий) або сріблу (білий).
Зображення популярне в церковній геральдиці. Ключі Петра, тобто схрещені ключі, особливо на папському та ватиканському гербах, є символом влади Папи як представника Ісуса Христа на землі. Ці перехрещені ключі називаються ключами зв'язування та розв'язування.

## Приклади
Трійця ключів

Лангенау у Франконії

Один ключ

Герб Куби
Герб Маврикію
Ключ на гербі Бремена
Герб Біберерена
Герб Брілона
Герб Екюбланса
Герб Кьюзи
Герб Елльбегена
Герби Штеттена
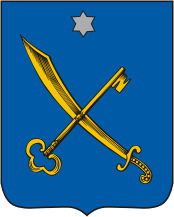
Герб Градизька
Герб Тарту
Петро з ключем на гербі Тріра
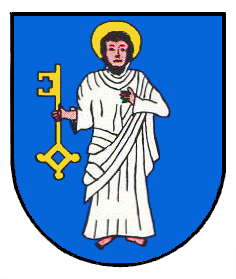
Петро з ключем на гербі Петерчеллі
Герб Валлізеллена
Вертикальний ключ у горбі Вайльгайм-ан-дер-Текі
Герб Вайсах-ім-Таля з качиною лапкою
Герб Вормської єпархії
Герб Вормса
Герб Муттерштадта
Герб Бернкастель-Куса
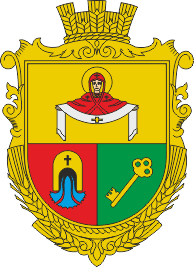
Герб Базара
Герб Керчі
Герб Армянська
Шляхетський герб Ясенчик

Перехрещені ключі

Герб Ватикану
Папський гербБенедикт XVI з ключами закріплення та розкріплення
Герб Риги
Герб Лулео
Герб Регенсбурга
Герб Занкт-Петер-Ордінга
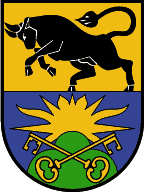
Ключі на горах Шрунса
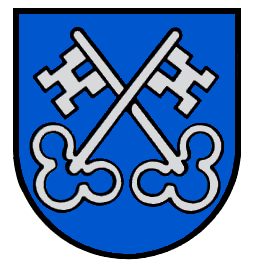
Герб Вальдау
Герб Ванген-ан-дер-Ааре
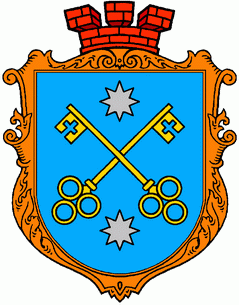
Герб Потелича

Подвійний ключ

Подвійний ключ на гербі Аллерсгаузена
Герб Крефельда
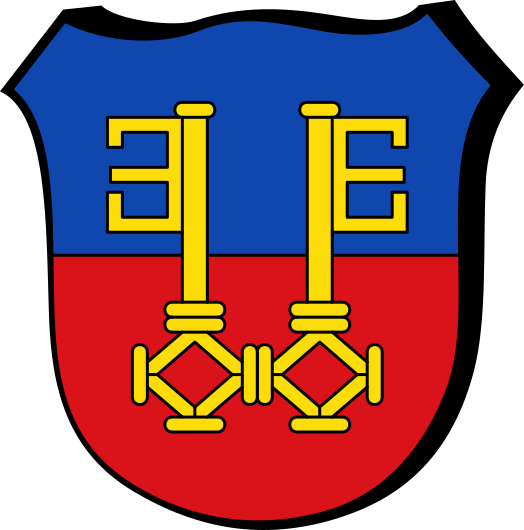
Герб Уердінгена
Подвійний ключ кантону Нідвальден
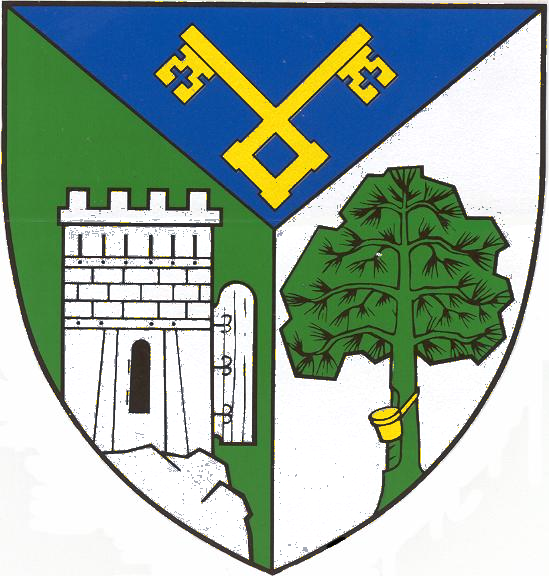
Подвійний ключ у гербі Гернштейна
Подвійний ключ у гербі Моосбрунна
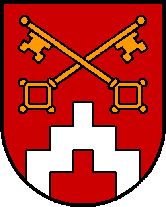
Промовистий герб Петерскірхена
Промовистий герб у змішаних кольорах на гербі Шлюссельберга
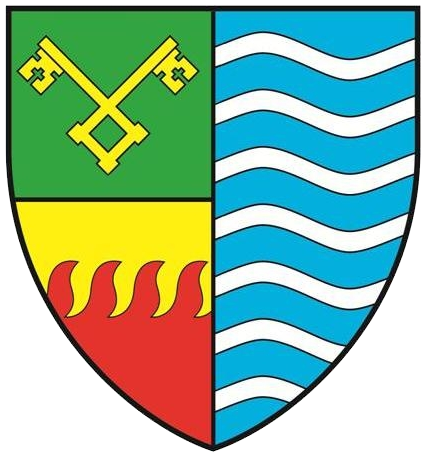
Подвійний ключ герба Унтерзібенбрунна
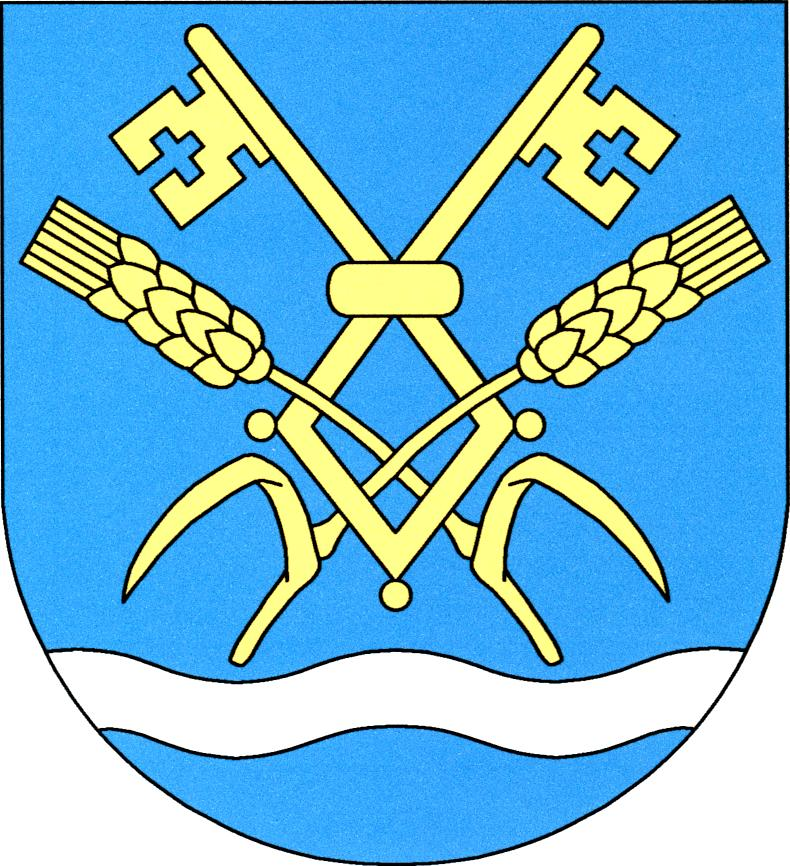
Подвійний ключ у гербі Дворце та Їглаві
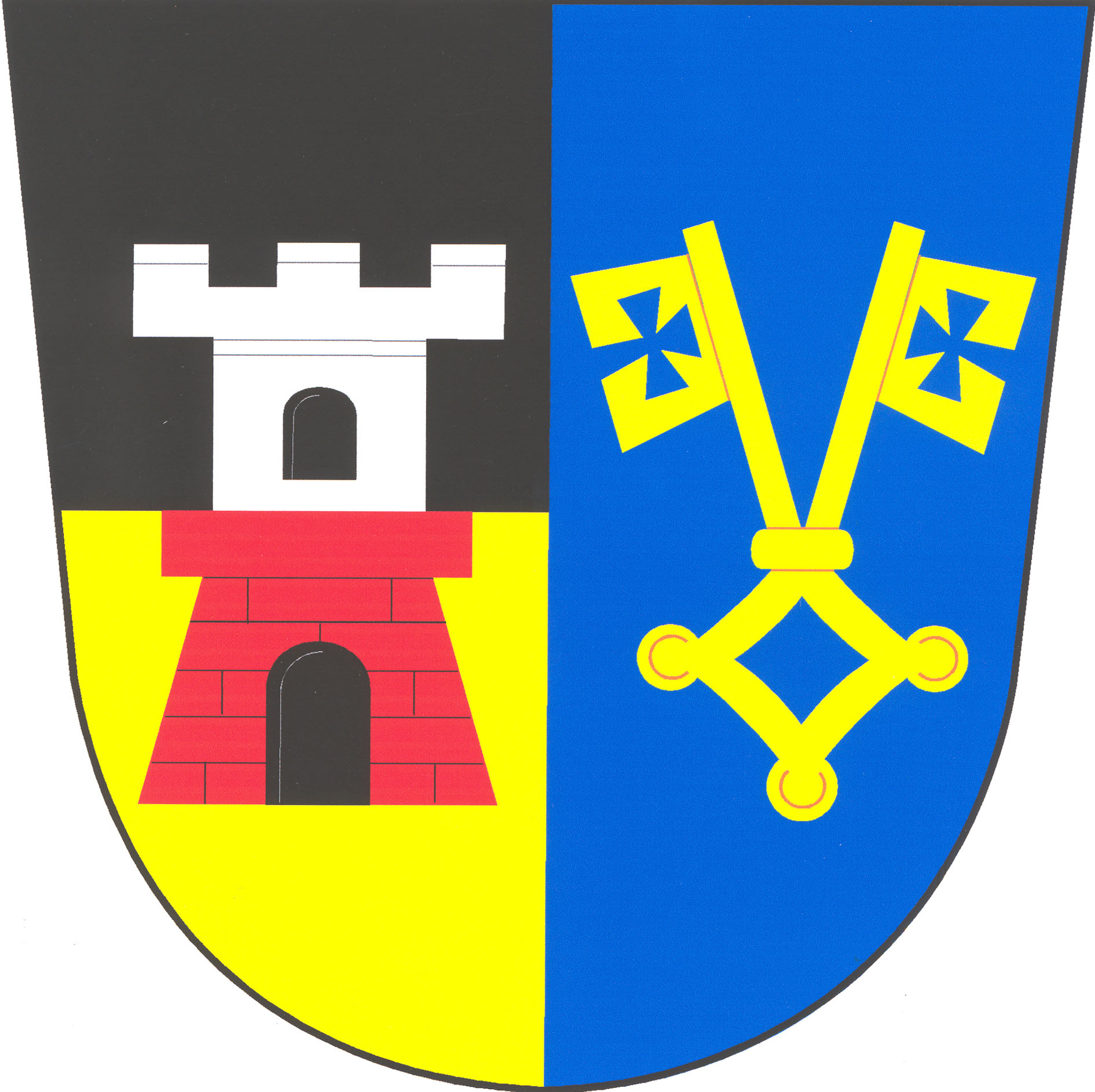
Подвійний ключ у гербі Гералеця
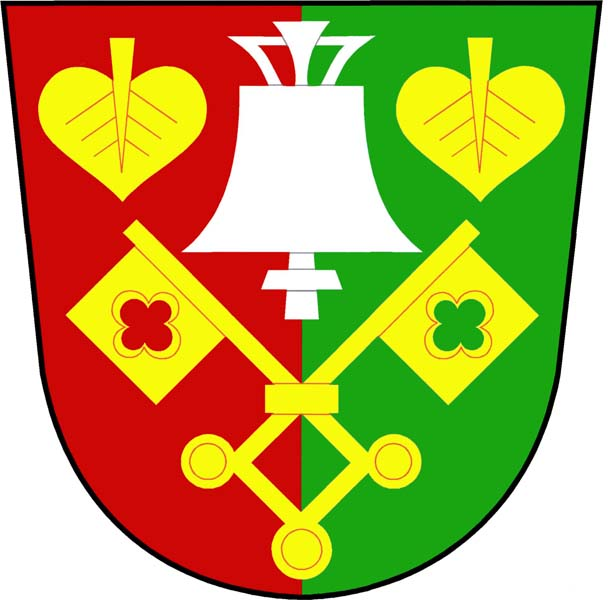
Подвійний ключ в гербі Калхова
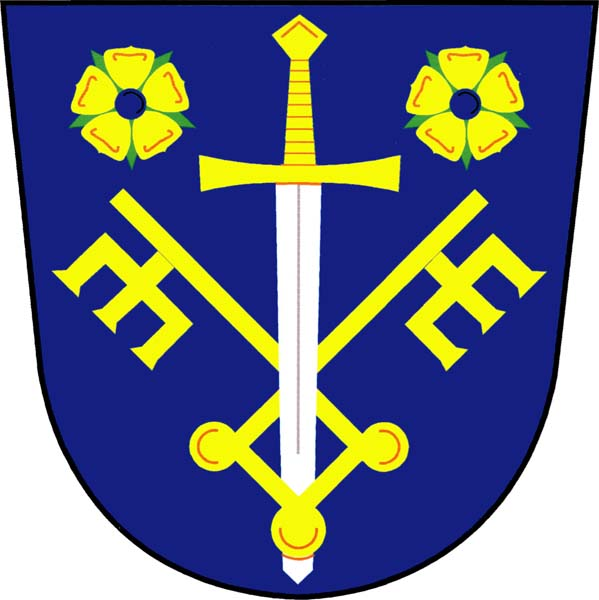
Подвійний ключ у гербі Козлова (Їглава (округ))
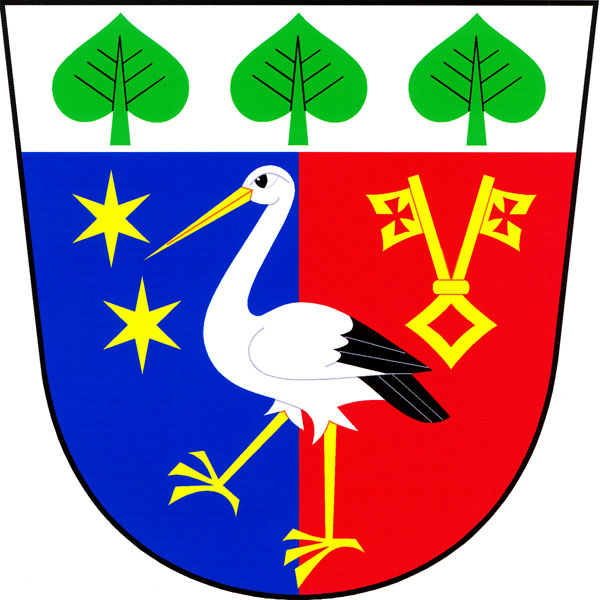
Подвійний ключ в гербі Пландрі
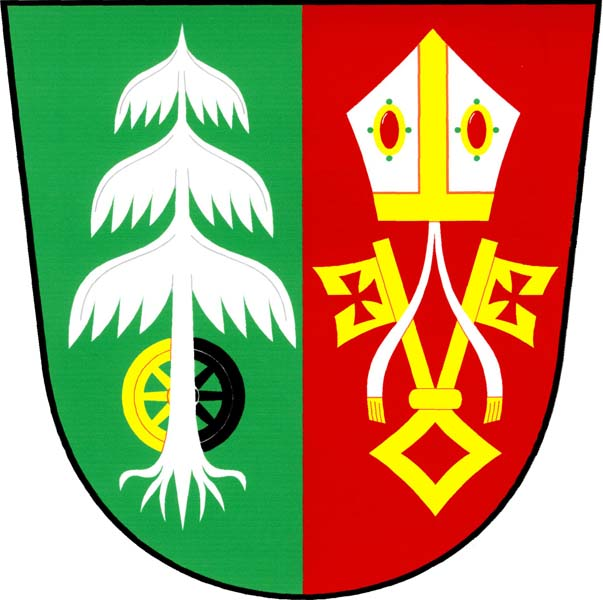
Подвійний ключ у гербі Смрчні
Подвійний ключ у гербі Кірхдорф-ан-дер-Ампера